# Foto Museo Cuatro Caminos
El Foto Museo Cuatro Caminos es un proyecto de la Fundación Pedro Meyer. Es un museo dedicado a la exposición, difusión, y análisis de la fotografía. A partir de 2020, su actividad es únicamente a través de sus redes sociales, sin contar con un espacio físico. 

## Historia del proyecto
El proyecto comenzó a principios de 2012 en lo que anteriormente era una nave industrial que albergaba un fábrica de plásticos en la década de 1940.  El financiamiento para su realización se obtuvo a través de fondos de la Fundación Pedro Meyer y del apoyo económico brindado por el Consejo Nacional para la Cultura y las Artes. La remodelación del antiguo espacio estuvo a cargo del arquitecto Mauricio Rocha Iturbide y fue inaugurado el 5 de septiembre de 2015 por Rafael Tovar y de Teresa.
Consultada acerca del nacimiento del proyecto, la directora del museo Guadalupe Lara mencionó: 

“Fue hace dos años y medio, cuando Pedro decidió crear este proyecto. Él es muy inquieto y ya había fundado la fundación Pedro Meyer en el 2007, es decir ya tenía un trabajo hecho en la sede de Coyoacán. Ahí tenemos talleres, educación en línea, eventos y más, pero queríamos ampliar esta misma posibilidad a una zona de la ciudad donde no hay oferta cultural y que está creciendo de una manera exponencial.”

## Ubicación
El museo estaba ubicado al norte de la Ciudad de México en la calle de Ingenieros Militares 77, en el municipio de Naucalpan de Juárez.

## Instalaciones
El espacio cuenta con más de 5000 m² de construcción, que incluyen tres galerías para exhibición, auditorio para 150 personas, 4 aulas para las actividades educativas, cafetería, tienda, restaurante y terraza abierta al público. Anteriormente, en los años 40, el inmueble era una fábrica de plástico.
En 2020, anunciaron que el espacio físico cerró sus puertas, debido a la pandemia de COVID-19, la inseguridad y otros factores.

## Inauguración
En la inauguración llevada a cabo el 5 de septiembre de 2015, estuvieron presentes el fundador Pedro Meyer, Eduardo Vázquez, entonces Secretario de Cultura de la Ciudad de México, el curador Francisco Mata Rosas, el arquitecto del proyecto Mauricio Rocha Iturbide y Rafael Tovar y de Teresa, presidente del Consejo Nacional para la Cultura y las Artes; quien expresó:

La aparición de este Museo Cuatro Caminos Pedro Meyer viene a llenar un espacio en dos sentidos: es la primera institución grande dedicada a la fotografía creada en nuestro país después del Centro de la Imagen y viene a ocupar un lugar geográfico donde prácticamente no hay espacios culturales. En ese sentido, una vez más, estaremos trabajando muy de cerca con las autoridades de la Ciudad de México.

El museo se inauguró con dos muestras curadas por Francisco Mata Rosas, Gerardo Montiel Klint y Gustavo Prado. La muestra Todo para ver reunió obras representativas de la fotografía mexicana de los últimos 15 años, y la muestra El estado de las cosas estaba orientada a visibilizar la violencia.

## POSE fotografía de moda México hoy
En 2016 y con la curaduría de Gustavo Prado se hizo la primera exposición de fotografía de moda en el museo. Que fue seleccionada por el Google Art Institute dentro de su proyecto "We wear Culture" como parte de sus acervos de exposición con museos planetarios como el Met y el Louvre.